# راکسبای، استرالیای جنوبی
راکسبای (به انگلیسی: Roxby Downs) یک شهرک در استرالیا است که در استرالیای جنوبی واقع شده‌است.

## نگارخانه

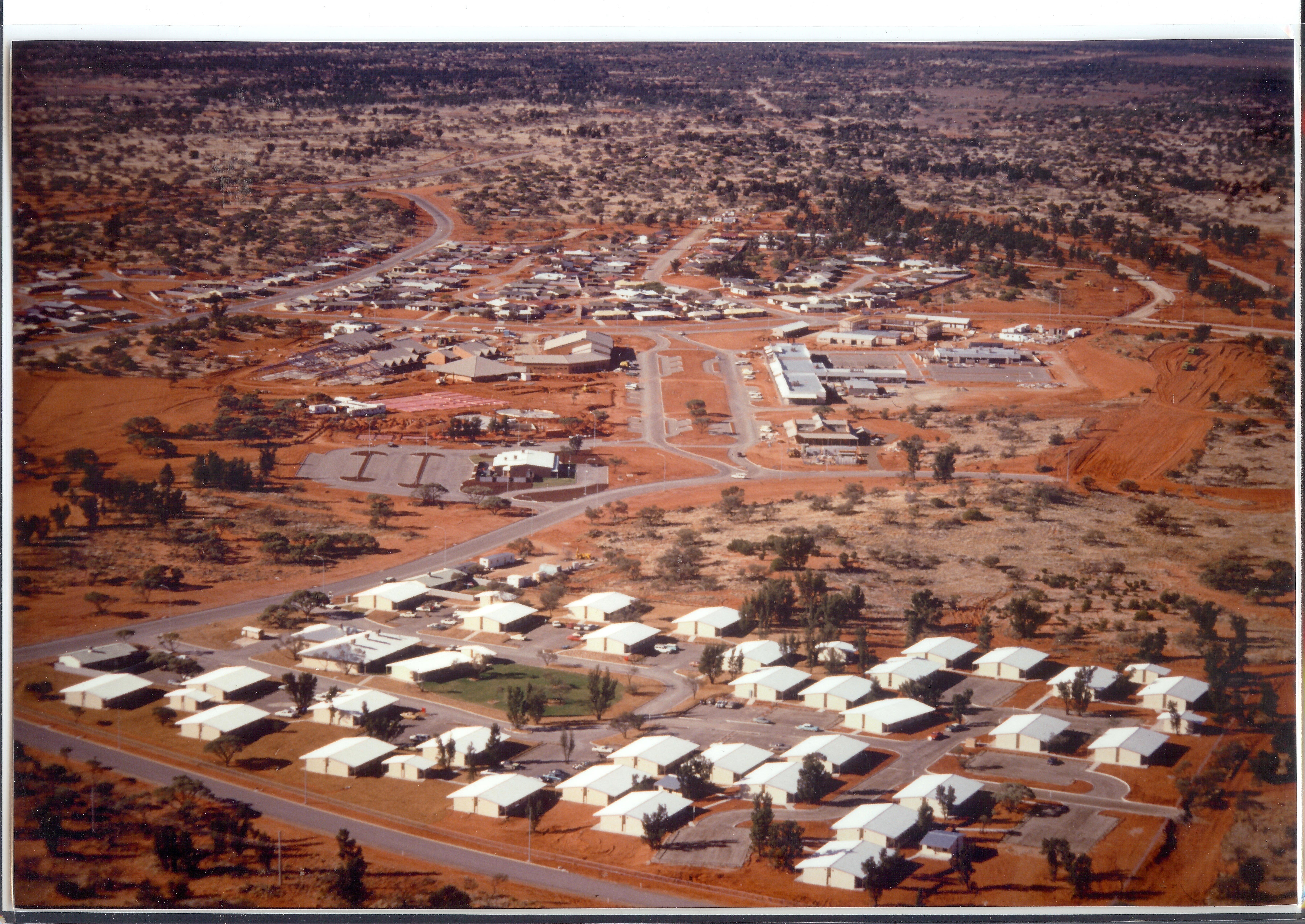
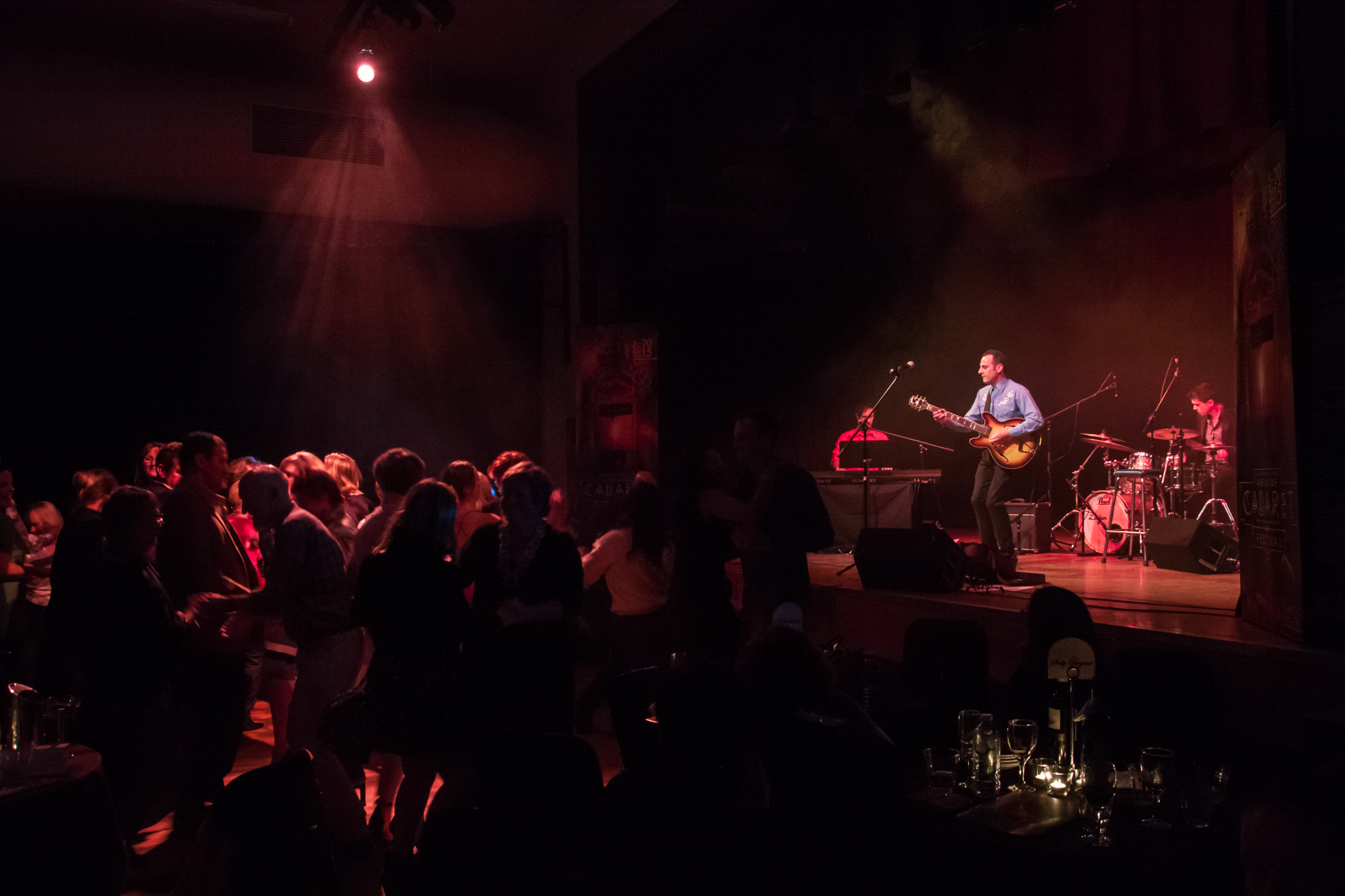
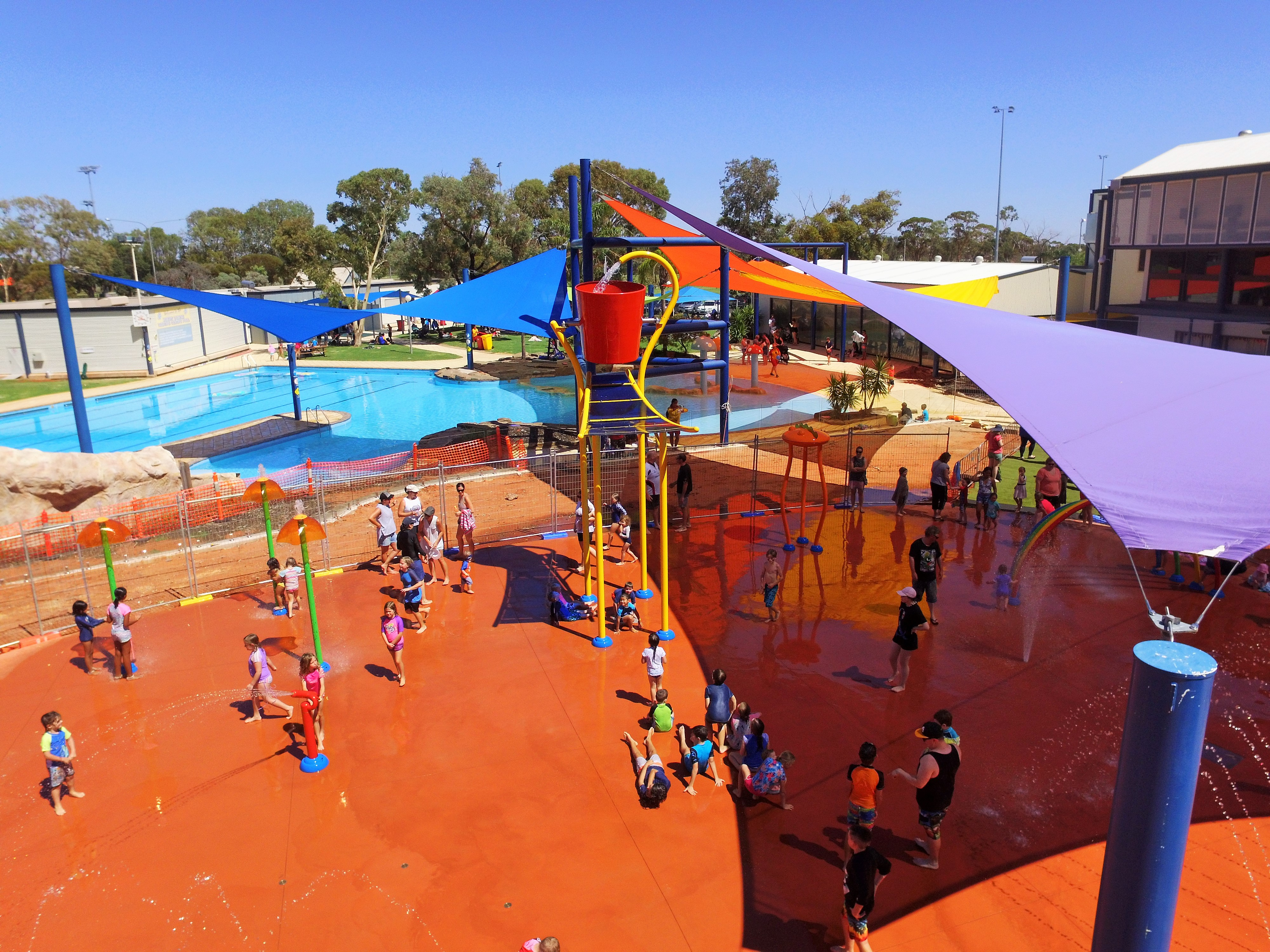
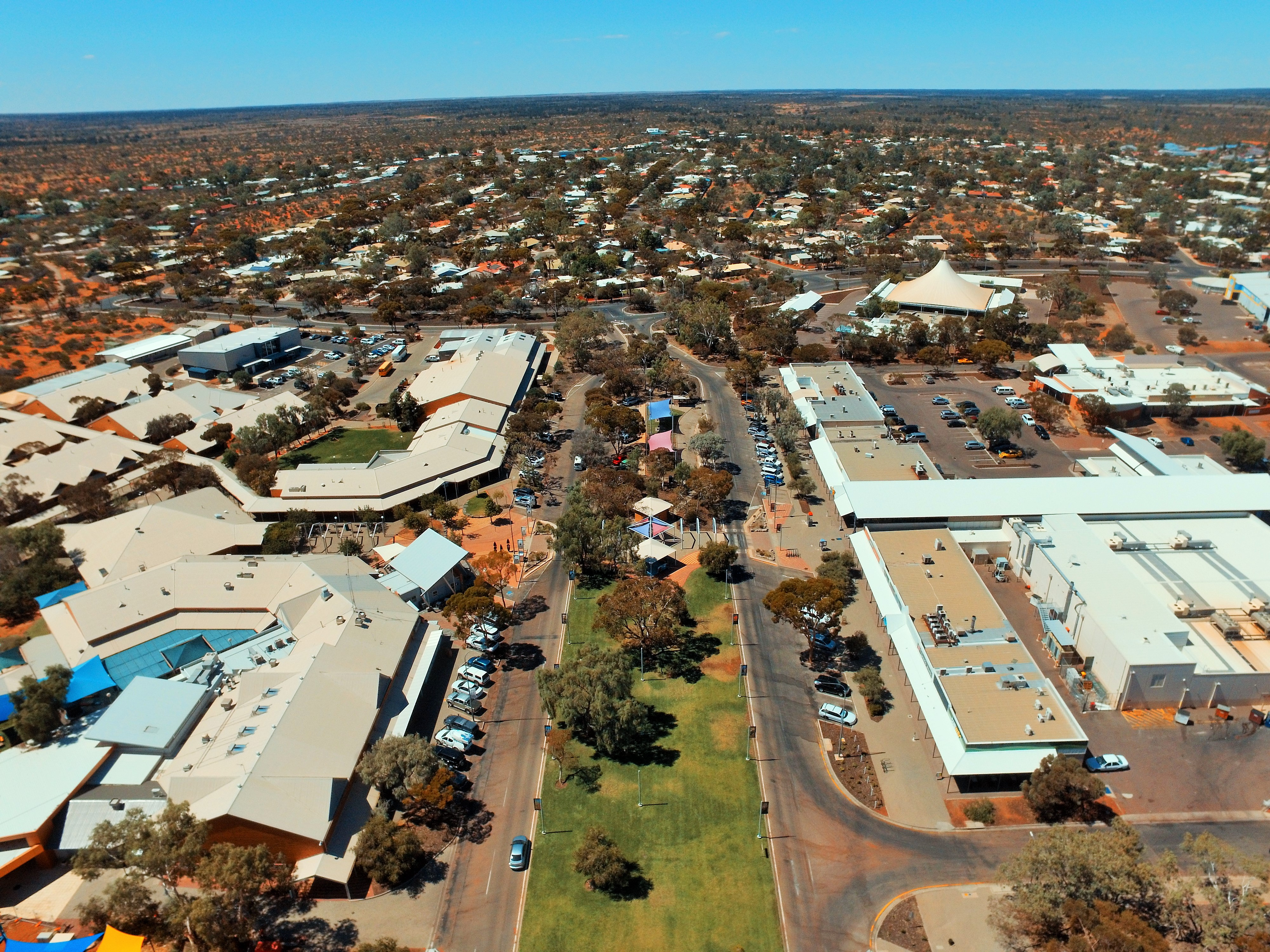
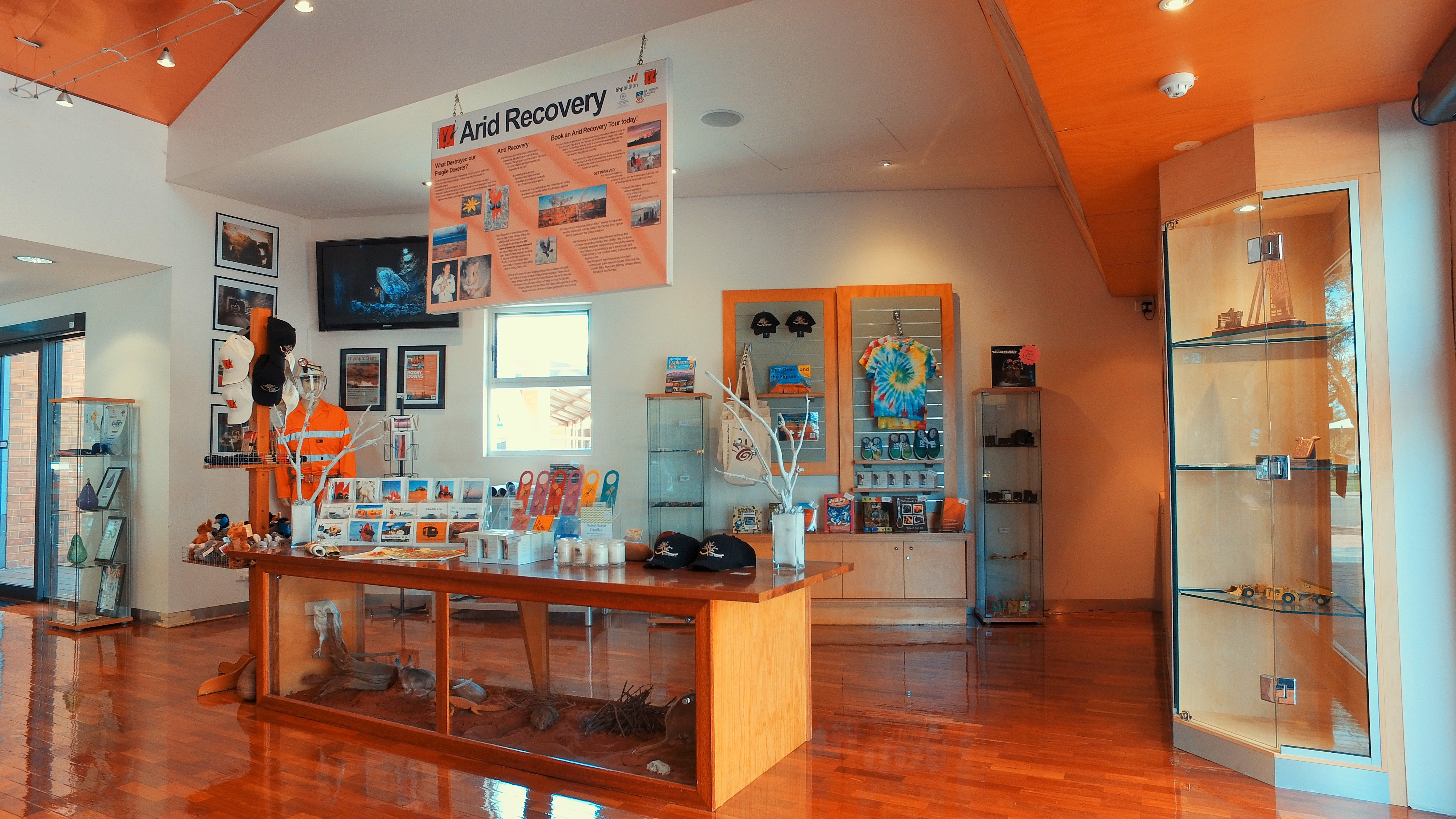
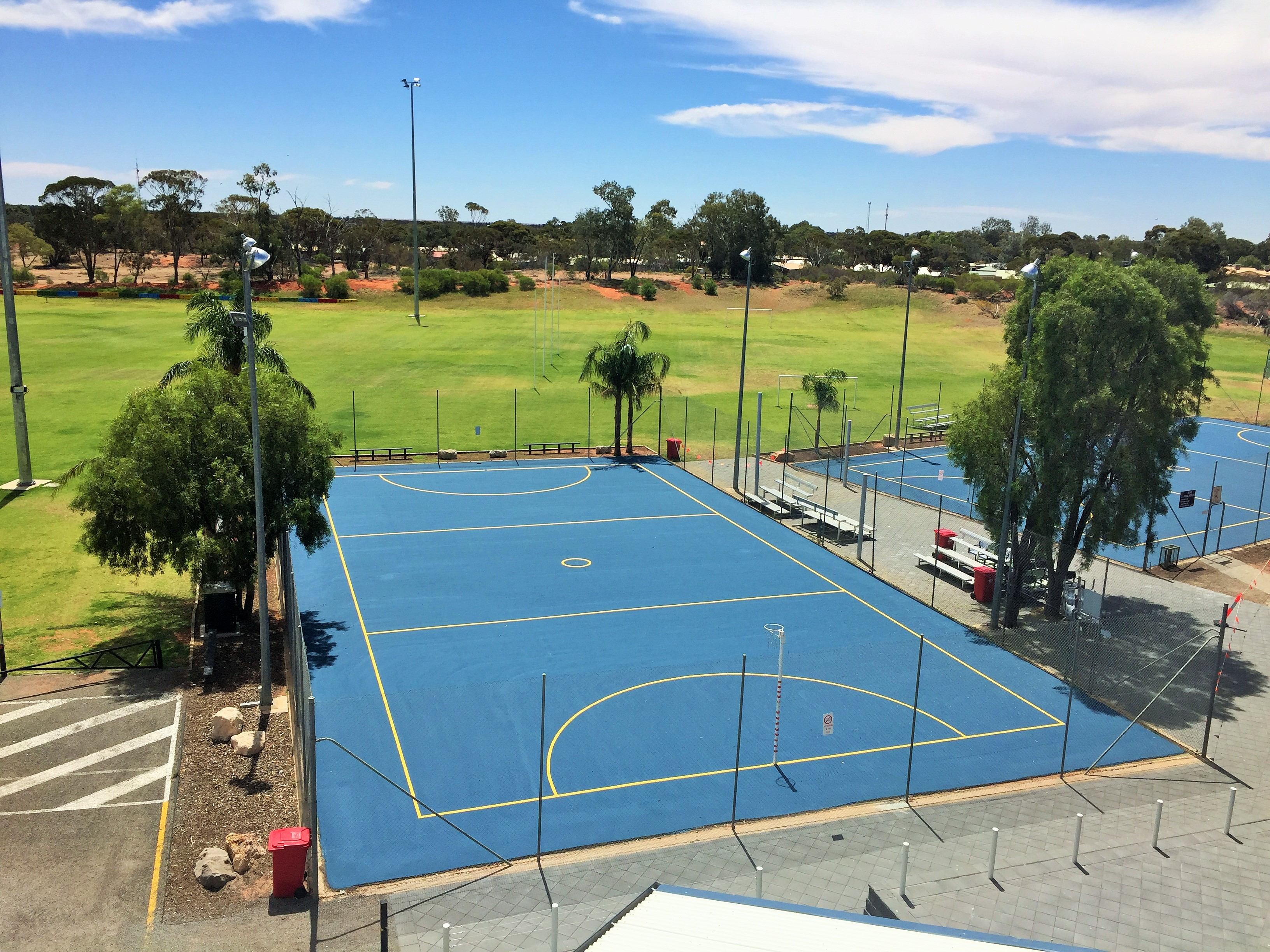